# 21. Unterseebootsflottille
A 21. Unterseebootsflottille foi uma unidade da kriegsmarine durante a Segunda Guerra Mundial.
Nos seus primeiros anos de existência era chamada de Schulverband (Unidade Escola), se tornando uma Flotilha no ano de 1937, ano este em que a sua base foi movida para Neustadt e após isto, em 1940, a sua base foi modificada novamente, desta vez para Pillau. A flotilha foi dispensada no mês de Março de 1945.

## Bases
| 1935 - Maio de 1937           | Kiel     |
| Maio de 1937 - Junho de 1941  | Neustadt |
| Julho de 1941 - Março de 1945 | Pillau   |

## Comandantes
| Comandante              | Data                             |
| ----------------------- | -------------------------------- |
| Kpt. z. S. Kurt Slevogt | 1935 - 1937                      |
| Kptlt. Heinz Beduhn     | Novembro de 1937 - Março de 1940 |
| Korvkpt. Paul Büchel    | Março de 1940 - Junho de 1943    |
| Korvkpt. Otto Schuhart  | Junho de 1943 - Setembro de 1944 |
| Kptlt. Herwig Collmann  | Setembro de 1944 - Março de 1945 |

## Tipos de U-Boot
Serviram nesta flotilha um os seguintes tipos de U-Boots:
IA, IIA, IIB, IIC, IID, VIIA, VIIB, VIIC e IX

## U-Boots
Foram designados ao comando desta Flotilha um total de 51 U-Boots durante a guerra:
| U-2, U-3, U-4, U-5, U-6, U-7, U-9                   |
| U-10, U-11, U-20, U-21, U-23, U-24, U-29            |
| U-34, U-38, U-48, U-60, U-61, U-62, U-72            |
| U-80, U-101, U-120, U-121, U-139, U-141, U-148      |
| U-151, U-152, U-236, U-251, U-291, U-368, U-416     |
| U-430, U-555, U-704, U-708, U-712, U-720, U-733     |
| U-746, U-922, U-977, U-1195, U-1196, U-1197, U-1198 |
| U-1201, U-1204                                      |